# Yigoga fidelis
Yigoga fidelis là một loài bướm đêm trong họ Noctuidae.